# Ćićevac (općina)
Ćićevac (općina) (ćirilično: Општина Ћићевац) je općina u Rasinskom okrugu u središnjem dijelu Središnje Srbije. Središte općine je grad Ćićevac. 

## Zemljopis
Po podacima iz 2004. općina zauzima površinu od 124 km².

## Stanovništvo
Prema popisu stanovništva iz 2002. godine u općini živi 10.755 stanovnika, raspoređenih u 27 naselja .

## Naselja
- Ćićevac
- Braljina
- Grad Stalać
- Lučina
- Mojsinje
- Mrzenica
- Pločnik
- Pojate
- Stalać
- Trubarevo

## Vanjske poveznice
- Službena stranica općine Ćićevac